# Yvette Lévy

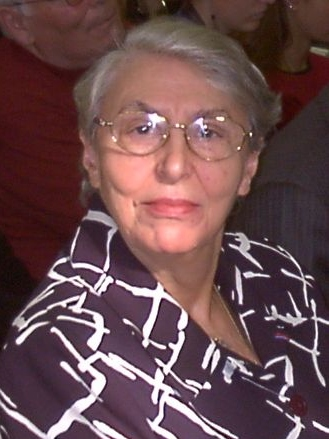
Yvette Lévy

Yvette Lévy (vormals Dreyfus; * 21. Juni 1926 in Paris, 11. Arrondissement) ist eine französische Überlebende des Holocaust.

## Leben
Sie war die Tochter von aus dem Elsass stammenden Juden und wuchs mit ihren beiden Brüdern in einem Vorort von Paris auf.
Obwohl die Familie vor den Nazis nach Tours floh, kehrte sie später wieder nach Paris zurück, wo sie die Folgen der Nürnberger Gesetze erdulden musste.
Lévy war bei den „israelitischen Pfadfindern“ Frankreichs tätig und nahm Kinder von deportierten Juden auf, bis ihre Gruppe am 22. Juli 1944 von der Gestapo gefangen genommen wurde und ins Sammellager Drancy gebracht wurde.
Am 31. Juli desselben Jahres wurde Lévy in einem Konvoi zusammen mit 1300 Personen ins KZ Auschwitz-Birkenau gebracht. Im Oktober 1944 wurde sie in ein Lager in der Tschechoslowakei verlegt. Dort arbeitete sie mit Deutschen und Tschechen in einer Waffenfabrik. Nachdem das Lager im April 1945 von der SS aufgegeben worden war, machte sie sich auf den Rückweg nach Frankreich.
Während des Kriegs heiratete Lévy einen Juden aus Marseille.

## Zeitzeugenberichte
Lévy zählt zu den letzten noch lebenden Zeitzeugen. Im französischen Raum gibt sie Interviews zu den Umständen ihrer Deportation nach Auschwitz und zur Situation von Frauen in den Vernichtungslagern. Als Zeitzeugin spricht sie nicht nur vor Schulklassen, sondern nimmt auch an Gedenk-Reisen mit Schülern teil.
Im Jahr 2004 wurde Yvette Lévy ins Mémorial de la Shoah de la Mairie de Paris aufgenommen.
Ein Jahr später wurde ihre Lebensgeschichte in der TV5MONDE-Dokumentation Dossier: Auschwitz (Zeitzeugen der Vernichtungslager) ausgestrahlt.